# Devils Tower

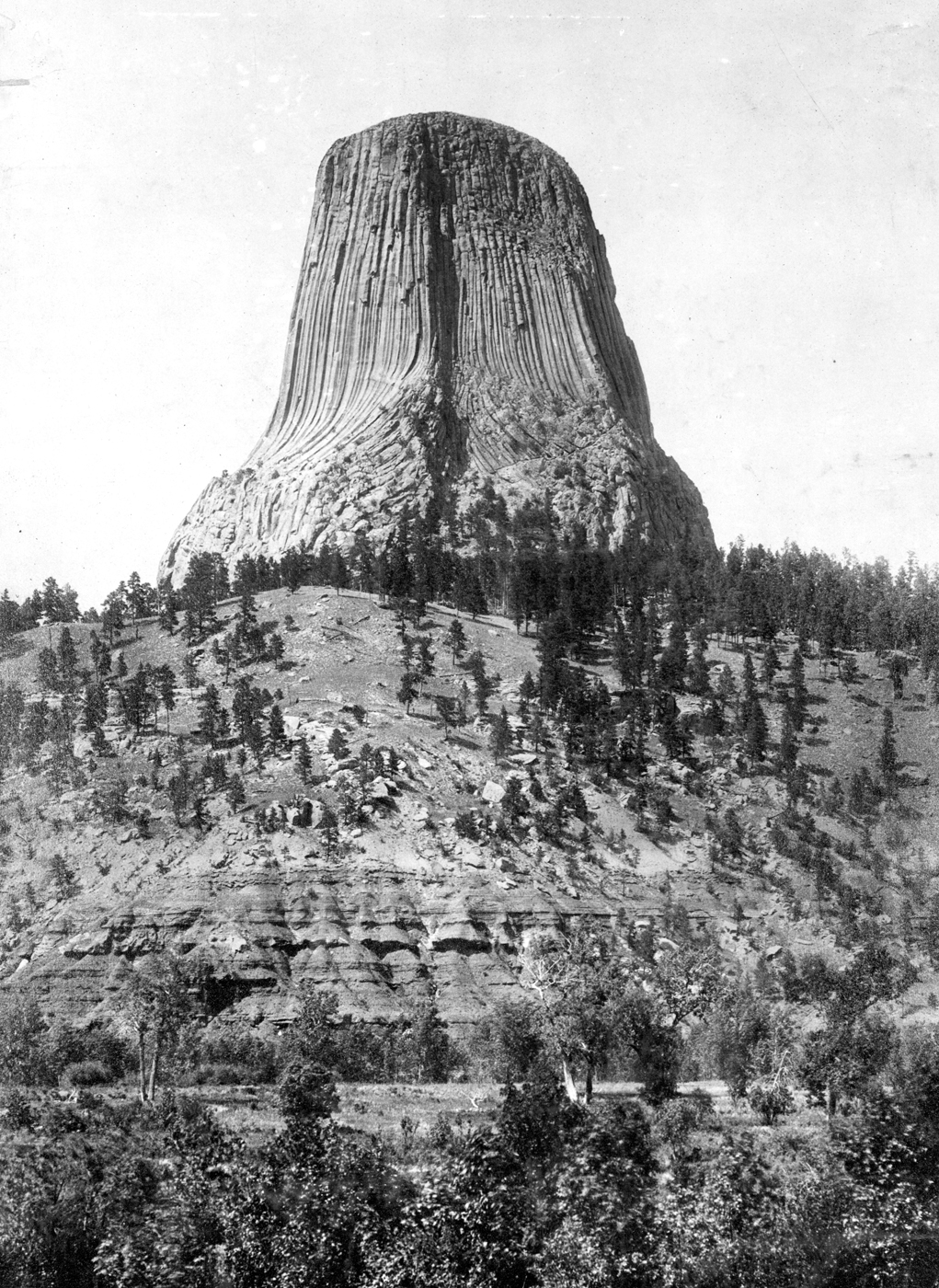
Devils Tower w roku 1900

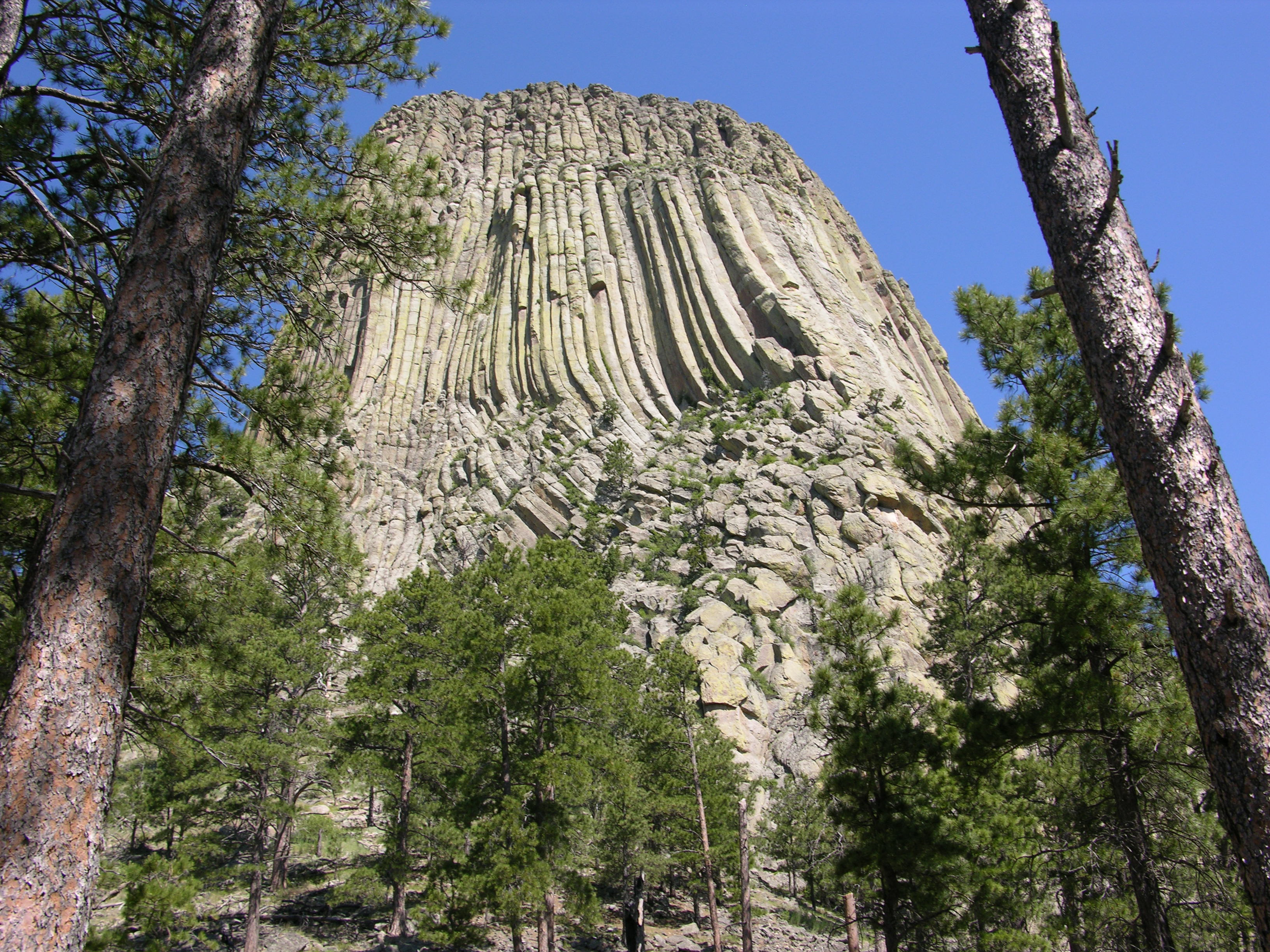
Devils Tower, widok od południa

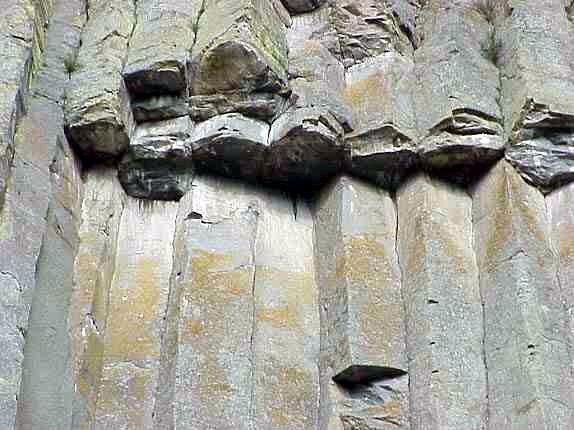
Słupy bazaltowe z bliska

Devils Tower (dosł. Wieża Diabła, dakota: Mato Tipila, Wieża Niedźwiedzia) – intruzja wulkaniczna o wysokości 386 metrów licząc od podstawy i 1558 metrów n.p.m., położona niedaleko miejscowości Hulett we wschodniej części stanu Wyoming, nad rzeką Belle Fourche. Indianie nazywali górę zwykle „Górą Niedźwiedzia” lub „Niedźwiedzią Jamą”. Obecną nazwę nadał górze pułkownik Richard Irving Dodge, dowódca ekspedycji, która została w roku 1875 wysłana w Góry Czarne z zadaniem zmapowania terenu i sprawdzenia ile prawdy jest w doniesieniach, że w górach tych jest złoto. Dodge prawdopodobnie źle zrozumiał indiańskiego tłumacza i słowa Bear Tower zinterpretował jako Bad Tower (Zła Wieża).

## Historia
Devils Tower została pierwszym z amerykańskich pomników narodowych, ustanowionym 24 września 1906 przez prezydenta Theodore′a Roosevelta, który w specjalnej deklaracji ustanawiającej Devils Tower National Monument napisał: „Ta wyniosła i samotna skała ... jest tak wyjątkowym przykładem efektów erozji wietrznej w wysokich górach, że winna być cudem natury jak i obiektem historycznych i naukowych badań”.
Pierwszego wejścia dokonali 4 lipca 1893 dwaj miejscowi farmerzy – William Rogers i Willard Ripley – którzy zbudowali ponad 100-metrową drewnianą drabinę z kołków wbijanych w szczeliny skalne. Jej blisko 70-metrowy fragment jest widoczny do dziś. Wyczynowi śmiałków, którzy zawiesili na szczycie flagę amerykańską, kibicowało ponad 1000 widzów. Chociaż Rogersa i Ripleya uważa się za pierwszych ludzi, którzy stanęli na szczycie, pierwszym człowiekiem, który dokonał wejścia z użyciem technik wspinaczkowych w roku 1937 był niemiecki alpinista Fritz Wiessner. 
Najczęściej wybieraną trasą wspinaczki jest tzw. „droga Durrance′a” ustanowiona w roku 1938, jednakże na szczyt prowadzi ponad 200 odrębnych dróg i ich wariantów. Rokrocznie wspina się na Devils Tower 4000–5000 osób, ale mimo znacznego stopnia trudności (5.7–5.13a) do chwili obecnej odnotowano zaledwie pięć wypadków śmiertelnych. W roku 2006 skorygowano plany wspinaczkowe (ang. Climbing Management Plan, CMP) przyjmując, że w czerwcu, miesiącu świętym dla plemion indiańskich związanych z górą, wspinaczki będą zabronione.
W dobie wielkiego kryzysu ochotnicy z Civilian Conservation Corps zbudowali drogi dojazdowe, ścieżki dla zwiedzających, budynek muzeum i inne urządzenia parkowe. Budynek muzeum, wzniesiony z pni drzewnych służy do dziś jako siedziba administracji parku i miejsce rejestracji potencjalnych wspinaczy.

## Przyroda
Otaczający Devils Tower sosnowy las i położona poniżej preria obfitują w liczne gatunki ptaków (orzeł przedni, bielik amerykański, jastrząb, sokół, sępnik różowogłowy, sroka czarnodzioba, błękitnik górski, pustułka amerykańska). Z ssaków najczęściej napotkać można jelenie wirginijskie i nieświszczuki czarnoogonowe. Wielkie kolonie tych ostatnich widać wyraźnie przy drogach dojazdowych do parku.

## W kulturze
Góra pojawiła się w filmie Stevena Spielberga Bliskie spotkania trzeciego stopnia z 1977.

## Legenda o górze
Według pewnej legendy indiańskiej siedem dziewcząt ściganych przez niedźwiedzie schroniło się na niewysokiej skale. Ale bogowie, chcąc je uratować, podnieśli ją do nieba. Podanie głosi, iż dziewczęta wciąż jeszcze można dostrzec na niebie jako siedem gwiazd – są to Plejady. Rozwścieczone niedźwiedzie zryły zbocza góry pazurami, daremnie próbując dosięgnąć swe ofiary. Ślady tego widoczne są do dziś w postaci wyżłobień na ścianach wieży.